# Qwirkle
Qwirkle ist ein abstraktes Kombinations- und Legespiel von Susan McKinley Ross. Gespielt wird es mit 108 Spielsteinen, auf denen sich Symbole in sechs verschiedenen Farben und sechs verschiedenen Formen befinden. Das Spielprinzip erinnert an Spiele wie Scrabble, Rommé, Domino oder Ishido. Durch eine gute Ausgewogenheit zwischen Glück und taktischen Möglichkeiten eignet es sich als Familienspiel, weist aber auch Elemente eines Strategiespiels auf. Gespielt wird es mit zwei bis vier Spielern, eine Partie dauert zwischen 30 und 45 Minuten. Der Name leitet sich vom englischen Wort quirky ab („eigenwillig“, „verschroben“).

## Geschichte
Autorin des Spiels ist Susan McKinley Ross, die in Petaluma, nördlich von San Francisco, wohnt und dort eine eigene Firma besitzt, die Spiele und Spielsachen vertreibt. Qwirkle war ihr erstes „großes“ Spiel. In den USA ist das Spiel erstmals 2006 erschienen. Neben anderen Auszeichnungen erhielt es 2007 den US-amerikanischen Mensa-Select-Spielepreis, mit dem Spiele ausgezeichnet werden, bei denen vor allem auch intellektuelle Fähigkeiten gefordert werden. Im deutschsprachigen Raum wird das Spiel seit Herbst 2010 von Schmidt Spiele vertrieben. 2011 erhielt es den renommierten Kritikerpreis Spiel des Jahres und wurde in Österreich zum Spiele Hit für Familien ausgezeichnet. In Frankreich wird das Spiel seit März 2010 von Iello vertrieben, wo es für den As d’Or – Jeu de l’Année 2011 nominiert wurde.

## Spielregeln

### Spielmaterial
Das Spiel besteht aus 108 quadratischen Spielsteinen. Jedem Spielstein ist ein Symbol aufgedruckt. Diese Symbole kommen in sechs verschiedenen Farben (rot, orange, gelb, grün, blau, lila) und sechs verschiedenen Formen (Kreis, Kleeblatt, Raute, Quadrat, Viererstern, Achterstern) vor, was insgesamt 36 verschiedene Steine ergibt. Jeder dieser 36 Steine kommt insgesamt genau dreimal im gesamten Spiel vor.
Zudem wird das Spiel mit einem Beutel ausgeliefert, in den die Spielsteine für das Nachziehen gelegt werden können.

### Spielweise

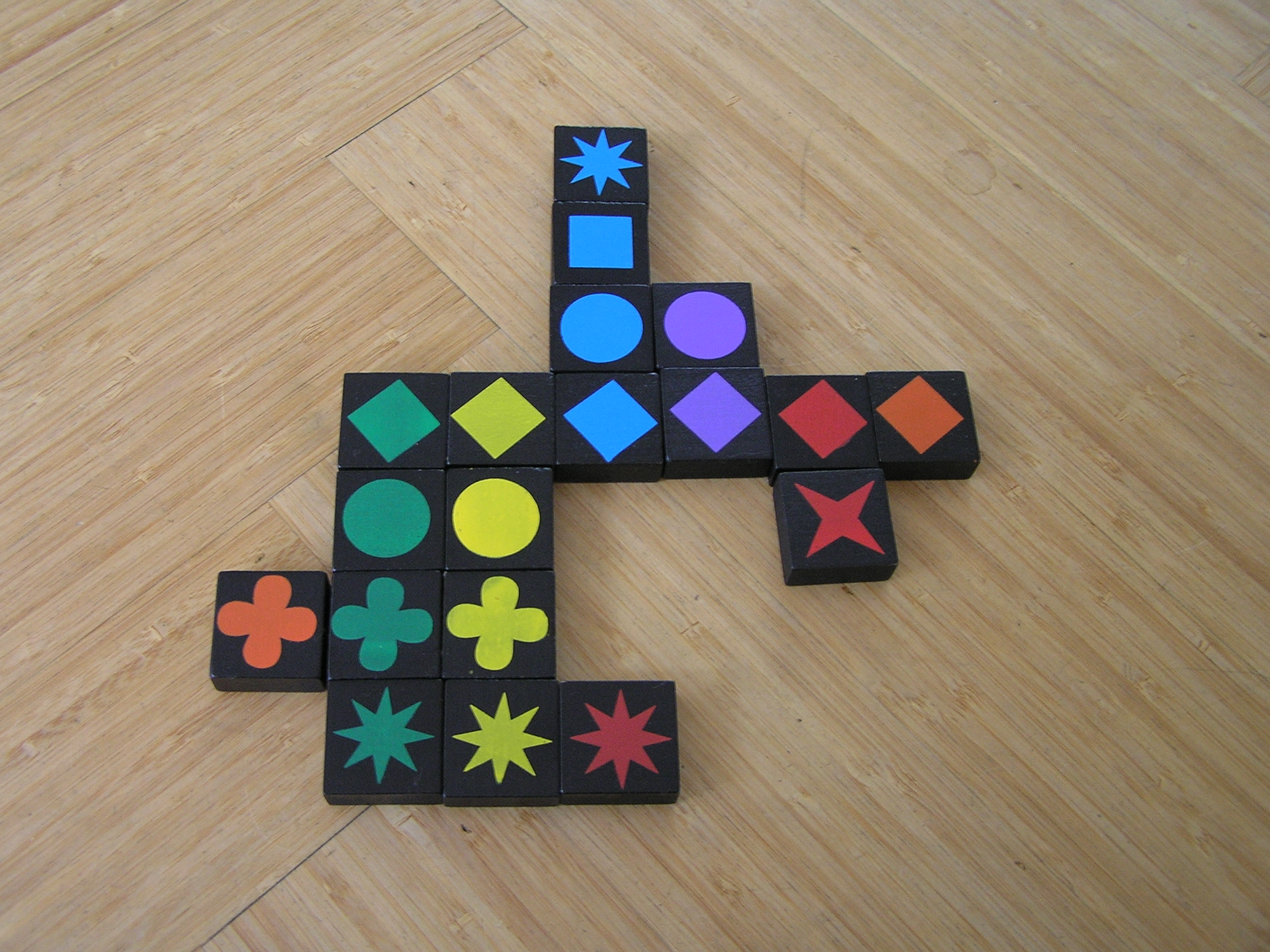
Ein Qwirkle liegt bereits aus (horizontale Reihe mit sechs Rhomben). Unterhalb der beiden violetten Steine könnte ein violetter Vierzack-Stern angelegt werden. Ein solcher Zug würde fünf Punkte zählen (drei für die violette Reihe plus zwei für die „Viererstern“-Reihe).

Die Grundidee besteht darin, aus vorgegebenen Steinen Reihen zu bilden. Dazu werden Steine auf dem Spieltisch waagrecht oder senkrecht aneinander gelegt. Eine Reihe besteht aus Steinen, die entweder alle mit der gleichen Form bedruckt sind oder alle die gleiche Farbe aufweisen. Gleichzeitig muss eine zweite Bedingung erfüllt sein: In einer Reihe mit Steinen derselben Farbe müssen alle Steine eine unterschiedliche Form aufweisen; und umgekehrt müssen in einer Reihe mit Steinen derselben Form alle Steine eine unterschiedliche Farbe aufweisen. Von den beiden Merkmalen Form/Farbe muss eines also immer identisch sein, während das andere Merkmal nur ein einziges Mal innerhalb einer einzigen Reihe auftreten darf. Die Maximallänge einer Reihe ist so auf sechs Steine begrenzt.
Jeder Spieler beginnt mit einer Hand von sechs Steinen, die so aufgestellt werden, dass die anderen Spieler sie nicht sehen können. Wer am Zug ist, hat zwei Möglichkeiten: Er kann
- entweder eine beliebige Anzahl Steine aus seiner Hand mit dem Nachschub tauschen, oder
- einen oder mehrere Steine an ausliegende Steine in einer Reihe ansetzen.

Jeder ausgespielte Stein muss immer Kontakt zu mindestens einem bereits ausliegenden Stein haben. Alle ausgespielten Steine müssen dabei entweder die gleiche Farbe oder die gleiche Form aufweisen. Und alle Steine, die an eine bereits existierende Reihe angelegt werden, müssen in ihrem Merkmal zu den bereits ausliegenden Steinen passen. Wenn Steine an bestehende Reihen angelegt werden, dann darf man entweder waagerecht oder senkrecht anlegen. Am Schluss des Zuges wird die Hand wieder auf sechs Steine aufgefüllt. Das Spiel endet, wenn der Nachschub leer ist und der erste Spieler seinen letzten Stein gelegt hat.

### Wertung
Das Ziel des Spiels besteht darin, im Laufe des Spiels möglichst viele Punkte zu sammeln. Punkte erhält man für jeden Stein in einer Reihe, an die man einen eigenen Stein im Laufe eines Zugs angelegt hat. Die Steine, die bereits vor dem eigenen Zug auf dem Spieltisch lagen (in der betreffenden Reihe, an die man angelegt hat), zählen dabei alle mit. Wenn ein Stein Teil von zwei verschiedenen Reihen ist (waagerecht und senkrecht), dann zählt er die Punkte für Steine aus beiden Reihen. Sonderpunkte gibt es, wenn man es schafft, eine Reihe von sechs Steinen zu vervollständigen – ein solches „Qwirkle“ erbringt zwölf Punkte (sechs Punkte für die ausliegenden Steine plus sechs Sonderpunkte für das Vervollständigen der Reihe). Die Punkte werden fortlaufend aufgeschrieben und addiert. Wer seinen letzten Stein anlegt und damit das Spiel beendet, erhält zudem sechs Sonderpunkte.

## Charakterisierung des Spiels
Durch das verdeckte Nachziehen von Spielsteinen weist Qwirkle einen beträchtlichen Glücksfaktor auf – durch die zahlreich vorhandenen taktischen Möglichkeiten wirkt dieser aber nicht dominierend. Eine Erfolg versprechende Spielstrategie besteht darin, punkteträchtige Platzierungsmöglichkeiten zu erkennen und den Gegnern keine Vorlagen für ein „Qwirkle“ zu liefern. In taktisch anspruchsvollen Partien ist es wichtig, die Übersicht über die bereits liegenden Teile zu behalten und Wahrscheinlichkeiten zu berechnen, mit der ein bestimmter Stein aus dem Nachschub nachgezogen werden kann, sowie punkteträchtige Stellen, die man nicht selber nutzen kann, zu verbauen.
Das einfach zu erlernende Spiel fördert das abstrakte Denken und analytische sowie kombinatorische Fähigkeiten. Mit zunehmender strategischer Tiefe wird daneben auch taktisches Wissen geschult.

## Erweiterungen und Ableger
Das Spiel Qwirkle wurde 2006 von dem amerikanischen Spieleverlag MindWare veröffentlicht und in den Folgejahren in zahlreiche Sprachen übersetzt. Mit Qwirkle Travel erschien 2012 eine Reiseversion, zudem wurden 2014 Themenversionen zu The Simpsons und Walt-Disney-Figuren sowie 2015 eine Star-Wars-Ausgabe veröffentlicht, eine limitierte Fassung wurde zudem für die Versicherungsgesellschaft Berkshire Hathaway produziert.
Es existieren zwei Erweiterungsboxen, die jeweils mehrere untereinander kombinierbare Erweiterungen beinhalten. In der ersten Erweiterung sind neben einer Siegpunktzählleiste und entsprechenden Markern die Spielvarianten Qwirkle Select und Qwirkle Connect enthalten. Es werden u. a. neue Steine und neue Regeln eingeführt, die es z. B. ermöglichen bereits ausliegende Steine wieder zu entfernen oder Sonderpunkte zu erhalten. Die Erweiterung 2 enthält sechs Actio-Token, die im Spiel eingesetzt werden können. Das Qwirkle Bonus Pack ergänzt das Spiel um vier Bänkchen für die Spielsteine, einen Block zum Mitschreiben des Spielstands sowie einen Bleistift mit den Qwirkle-Symbolen.
Unter dem Titel Qwirkle Cubes erschien 2012 ein eigenständiges Spiel, welches das Spielprinzip von Qwirkle aufgreift und variiert. Statt flacher Steine werden Würfel gezogen. Jeder Würfel zeigt, verteilt auf die sechs Seitenflächen, alle sechs Symbole einer Farbe. Die Würfel dürfen nicht wie die Steine in Qwirkle ausgetauscht, dafür aber jede Runde neu gewürfelt werden. So ist es möglich, andere Symbole gleicher Farbe, nicht aber Symbole anderer Farben zu erwürfeln.
2015 erschien mit Qwirkle Cards auch eine Kartenspielversion, bei der die Spielsteine durch Spielkarten ersetzt wurden. Die Spieler müssen dabei in der Tischauslage „Qwirkle“ durch Anlegen ihrer Handkarten oder durch Verschieben bereits ausliegender Karten bilden.